# Brissago-Valtravaglia
Brissago-Valtravaglia est une commune italienne de la province de Varèse dans la région Lombardie en Italie.

## Toponyme
Brissago provient du nom latin de personne Briccius avec le suffixe -acus. 
Valtravaglia' provient de vallée et le nom d'un château dit Trevali (peut-être la fusion de transvalles et du mont Travalie).

## Administration
| Période                                  | Période  | Identité          | Étiquette | Qualité |
| ---------------------------------------- | -------- | ----------------- | --------- | ------- |
| 29/05/2007                               | En cours | Giuseppa Giordano |           | employé |
| Les données manquantes sont à compléter. |          |                   |           |         |

### Hameaux
Roggiano, Novello, Motto superiore, Motto Inferiore